# Саровский благочиннический округ
Саровский благочиннический округ — благочиние в  южном округе Нижегородской и Арзамасской епархии. Включает в себя храмы города Саров. Ранее включал храмы Дивеевского района Нижегородской области.
В настоящее время Саровский благочиннический округ объединяет 16 приходов.

## Приходы

### Саров
1. Приход Церкви Всех святых[2]:
Церковь во имя Всех Святых,
Церковь Иоанна Предтечи,
Церковь Илии Пророка.
2. Церковь во имя святого великомученика и целителя Пантелеимона.[2]
3. Ведётся строительство Церкви Иова Многострадального, ведутся подготовительные работы по строительству Церкви в честь царственных страстотерпцев.[2]
4. Посёлок Балыково: Часовня в честь великомученика Георгия Победоносца. Подготовка к строительству началась в 2005 году; с инициативой строительства выступили ветераны Великой Отечественной войны.[3] Первый молебен состоялся 23 ноября 2009 года.[4][3] Освящена архиепископом Георгием 1 мая 2010 года.[3] Освящение было приурочено к 65-летию Победы в Великой Отечественной войне.[3]

## ХрамыДивеевскогоблагочиния

Церковь Успения Пресвятой Богородицы в Суворово

1. село Большое Череватово: Покровская Церковь.
2. село Елизарьево: Церковь Николая Чудотворца.
3. село Ивановское: Церковь Иоанна Предтечи.
4. село Ичалово: Троицкая церковь.
5. село Кременки: Покровская церковь.
6. село Онучино: Вознесенская церковь.
7. село Ореховец: Вознесенская церковь. 2 ноября 2010 года архиепископ Георгий совершил чин великого освящения церкви.[5]
8. посёлок Сатис: Церковь в честь прп. Серафима Саровского.
9. посёлок Сатис в/ч 44328: Церковь в честь иконы Божией Матери «Взыскание погибших».
10. село Смолино: Троицкая церковь.
11. село Суворово: Церковь Успения Божией Матери.
  - источник в честь святителя Спиридона Тримифунтского[6]
12. село Трудовое: Церковь Михаила Архангела.
13. село Яковлевка: Церковь в честь прп. Серафима Саровского.
14. село Глухово: Церковь в честь Покрова Пресвятой Богородицы.[7]
15. село Глухово: Часовня в честь Илии Пророка у источника «Ильин колодец».